# أزرق مصري

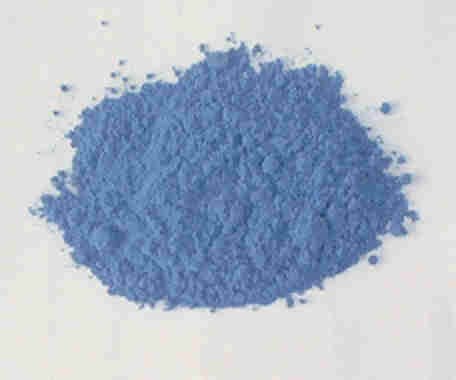
الأزرق المصري

الأزرق مصري هو أحد تدرجات اللون الأزرق. ويعرف كيميائياً بـ سليكات نحاس الكالسيوم (CaCuSi4O10 أو CaO·CuO·4SiO2) وهو خضاب استخدمه المصريون قبل آلاف السنين، ويعد أول خضاب اصطناعي، وقد عرف هذا الخضاب عند الرومانيين باسم كاريليوم. وقد ذكر فيتروفيو في «دي أركيتيتورا» كيف يصنع بطحن الرمل والنحاس والنطرون وتسخين الخليط ليصبح في صورة كرات صغيرة في الفرن. كما أن الجير ضروري لتصنيعه، وربما كانوا يضيفون الرمال الغنية بالجير. بعد عصر الرومان، انعدم استخدام الأزرق المصري، ونسيت طريقة تصنيعه.